# Luigi Gravina
Luigi Gravina (Catania, 29 aprile 1830 – Giarre, 19 ottobre 1910) è stato un prefetto e politico italiano.
Fu senatore del Regno d'Italia a partire dalla XIII legislatura.
Cedette gratuitamente il diritto d'uso sull'Isola Lachea ed i faraglioni di Aci Trezza all'Università degli Studi di Catania, mentre era rettore Andrea Capparelli.
Fu prefetto a Bologna nel 1876 continuando la sua carriera a Napoli (1877), Roma (1878), Milano (1878) e ritornando infine a Roma dove fu in servizio dal febbraio 1880 al 1º agosto 1890 data del suo collocamento a riposo. Fu nipote del senatore Giacomo Gravina.